# Lisa Loeb (zangeres)
Lisa Anne Loeb (Bethesda (Maryland), 11 maart 1968) is een Amerikaanse singer-songwriter en gitarist.

## Biografie
Loeb studeerde aan de Hockaday School in Dallas (Texas), een van de meest vooraanstaande privéscholen uitsluitend voor meisjes in de Verenigde staten. Haar vader, Peter Loeb, is een gastro-enteroloog in Dallas. Na haar afstuderen in 1986, ging ze naar Brown University, waar ze afstudeerde in 1990 in vergelijkende letterkunde. Aan Brown University vormden zij en Liz Mitchell een band onder de naam Liz and Lisa. Toekomstig singer-songwriter en klasgenoot Duncan Sheik speelde gitaar in de band. Loeb is de eerste en enige artiest zonder platenlabel met een nummer 1-hit in de Amerikaanse hitlijst, met het nummer Stay (I Missed You), van de soundtrack bij de film Reality Bites, en later ook uitgebracht op haar debuutalbum Tails (mede geproduceerd door Juan Patiño, op dat moment haar vriend). Haar band Nine Stories is genoemd naar een verhalenbundel van J.D. Salinger.
Loeb werd ontdekt door acteur en vriend Ethan Hawke, die naast haar woonde in een appartement in New York. Voordat hij Stay in Reality Bites kreeg, had Loeb al een fanschare, verzameld door de akoestische optredens in een café in New York. Omdat ze oorspronkelijk alleen met Elizabeth Mitchell optrad, werden de albums Liz and Lisa en Liz and Lisa - Days Were Different uitgebracht: en wel onafhankelijk, evenals een soloproject genaamd The Purple Tape.
Stay was dan wel het nummer van haar doorbraak, Loeb heeft matig succesvolle radiohits gehad met andere nummers van Tails, waaronder Do You Sleep?, Taffy en Waiting For Wednesday. Tails werd uitgebracht in 1995 en nam plaats in de Verenigde Staten. In Nederland werd Stay ook een klein hitje, maar een echte doorbraak bleef uit.
In 1997 werd een tweede album genaamd Firecracker uitgebracht. Ondanks de goede kritieken had dit album niet hetzelfde commerciële succes als Tails, maar de single I Do was erg populair op de radio en muziekzenders. Het nummer How werd toegevoegd aan de soundtrack van de film Twister. Op dit moment staakte Lisa de samenwerking met haar band Nine Stories. De single Let's Forget About It werd ook uitgebracht.
Loeb keerde niet terug naar de studio’s tot Cake and Pie in 2002. Het album werd nauwelijks gepromoot en had zodoende slechts beperkt succes. Zo werd haar platencontract verbroken, en daarop kocht ze de rechten van de muziek die ze had uitgebracht. De nummers van Cake and Pie werden in 2002 opnieuw uitgebracht met enkele andere nummers. Er was ook een nieuwe albumhoes (met afbeelding van Hello Kitty, en werd Hello Lisa herdoopt. In 2003 kwam er een kindermuziekalbum uit genaamd Catch the Moon. De uitgave werd vergezeld door een boek. Clips van dit album zijn bij Amerikaanse kinder-televisieprogramma's getoond.
Loeb heeft haar zinnen ook op acteren gezet. Haar debuut was een gastrolletje bij The Nanny in 1997. In 1998 speelde ze de stem van een baby in The Rugrats Movie (en op de soundtrack van deze film verscheen het nummer All Day). In 1999 speelde ze een televisieverslaggever in de horrorfilm House on Haunted Hill. In 2004 kwam de uitgave van Serial Killing 4 Dummies, waarin ze tot nog toe haar grootste rol had. In 2004 kwam er een kookprogramma genaamd Dweezil & Lisa op het Amerikaanse Food Network. Dweezil Zappa was op dat moment haar vriend. Deze relatie werd in mei van dat jaar beëindigd.
Ze was ook de stem van Mary-Jane Watson in de door MTV geproduceerde tekenfilm Spider-Man: The New Animated Series.
In 2004 veranderde Lisa Loeb weer van platenmaatschappij, doordat Artemis Records haar niet genoeg promootte. Ze tekende dit keer bij Zoe/Rounder, en haar vijfde album The Way It Really Is werd uitgebracht in augustus 2004. Dit album bevat veel cynische toespelingen op het einde van haar relatie eerder dat jaar. Ondanks lage verkoopcijfers toerde Loeb door de Verenigde Staten, Europa en Japan (waar ze relatief zeer populair is), zodat haar fanschare groeide.
Eind 2005 werd officieel aangekondigd door E! Channel, dat Lisa een eigen reality show krijgt genaamd "#1 Single." Opnames vonden plaats in 2005 in New York waar ze aan haar volgende album werkt. Het concept van de show is het huidige leven van Lisa, waarin ze weer aan het daten is, en zal ook haar eigenzinnige levensstijl benadrukken. Het programma bestaat uit acht delen.
Als ze niet toert of haar muziek promoot, verblijft Lisa Loeb in Los Angeles. Volgens haar Food-TV-show is ze een knappe “ham-etende” vegetariër, die naarstig Hello Kitty-spullen verzamelt.
In januari 2005 kwam haar Very Best Of-album uit in de Verenigde Staten met het nieuwe nummer Single Me Out, dat de begintune van haar bovengenoemde realityshow wordt. Een jaar eerder kwam er al een Best Of uit in Japan.

## Lisa's stijl
Lisa Loeb is eenvoudig te herkennen aan haar bril – ze draagt hem bijna altijd, en hij is zodoende haar handelsmerk. Haar monturen zijn donker of van schildpad, of soms ook als de ogen van een kat. Ze lijkt hierdoor een beetje op Nana Mouskouri. Loeb zegt allergisch te zijn voor contactlenzen. In het verleden droeg ze vaak designerkleding van Miss Marple en Petro Zillia.

## Discografie

### Albums
- Liz and Lisa - 1989 (als Liz and Lisa)
- Liz and Lisa - Days Were Different - 1990 (als Liz and Lisa)
- Purple Tape - 1992 (heruitgave in 2008)
- Tails - 1995 (als Lisa Loeb & Nine Stories)
- Firecracker - 1997
- Cake and Pie - 2002
- Hello Lisa - 2002
- Catch the Moon - 2004 (met Elizabeth Mitchell)
- The Way It Really Is - 2004
- The Very Best of Lisa Loeb - 2006 (compilatie)
- Camp Lisa - 2008
- No Fairy Tale - 2013
- Lullaby Girl - 2017
- A Simple Trick to Happiness - 2020